# Plataforma de estacionamento

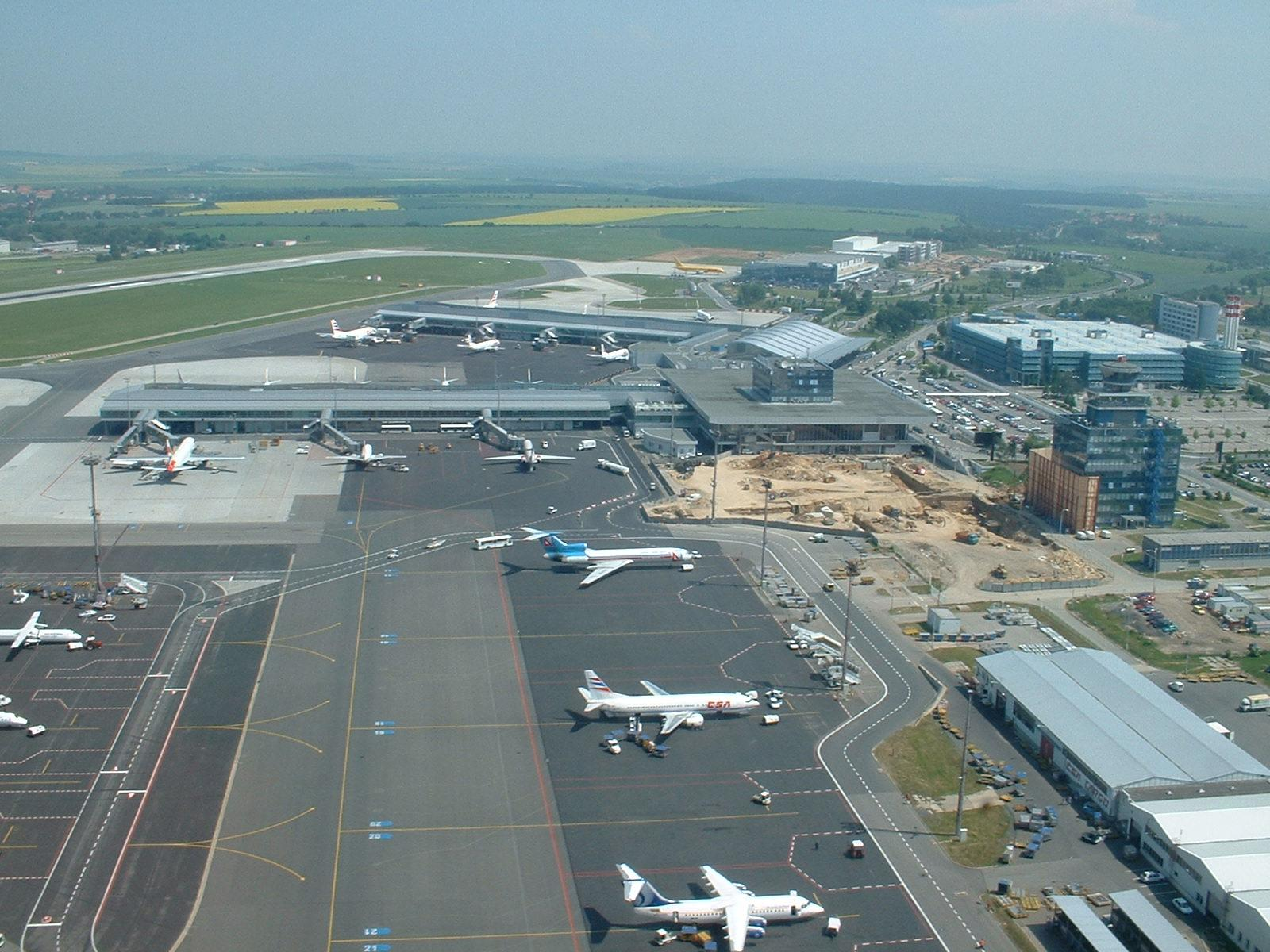
A rampa (ou plataforma) do Aeroporto Internacional Ruzyně, na República Checa.

A plataforma de estacionamento, placa , rampa ou pátio é parte de um aeroporto. Geralmente é a área onde as aeronaves são estacionadas, descarregadas e carregadas, abastecidas ou encaminhadas. Embora o uso de uma plataforma é coberta pelos regulamentos, tais como a iluminação em veículos, essa parte do aeroporto é geralmente mais acessível aos utilizadores que a pista de pouso e decolagem ou o taxiway. No entanto, a plataforma não é normalmente aberta ao público em geral e deve-se estar na posse de uma licença para se ter acesso a ela.
O uso da plataforma pode ser controlado pela plataforma de gerenciamento de serviços (controle da plataforma ou supervisão de plataforma). Isto poderia proporcionar um serviço de coordenação frequente entre os usuários.
A plataforma foi designada pela OACI como uma área de manobras. Todos os veículos, aviões e pessoas que usam a plataforma constituem o que é chamado de tráfego de plataforma.
A palavra "plataforma" e "rampa" são usados alternadamente em várias ocasiões. Geralmente, antes do voo as atividades acontecem na rampa, enquanto as áreas de estacionamento e manutenção são chamadas plataformas. Os portões de embarque são as estruturas principais da rampa de acesso a partir do terminal.

## Galeria

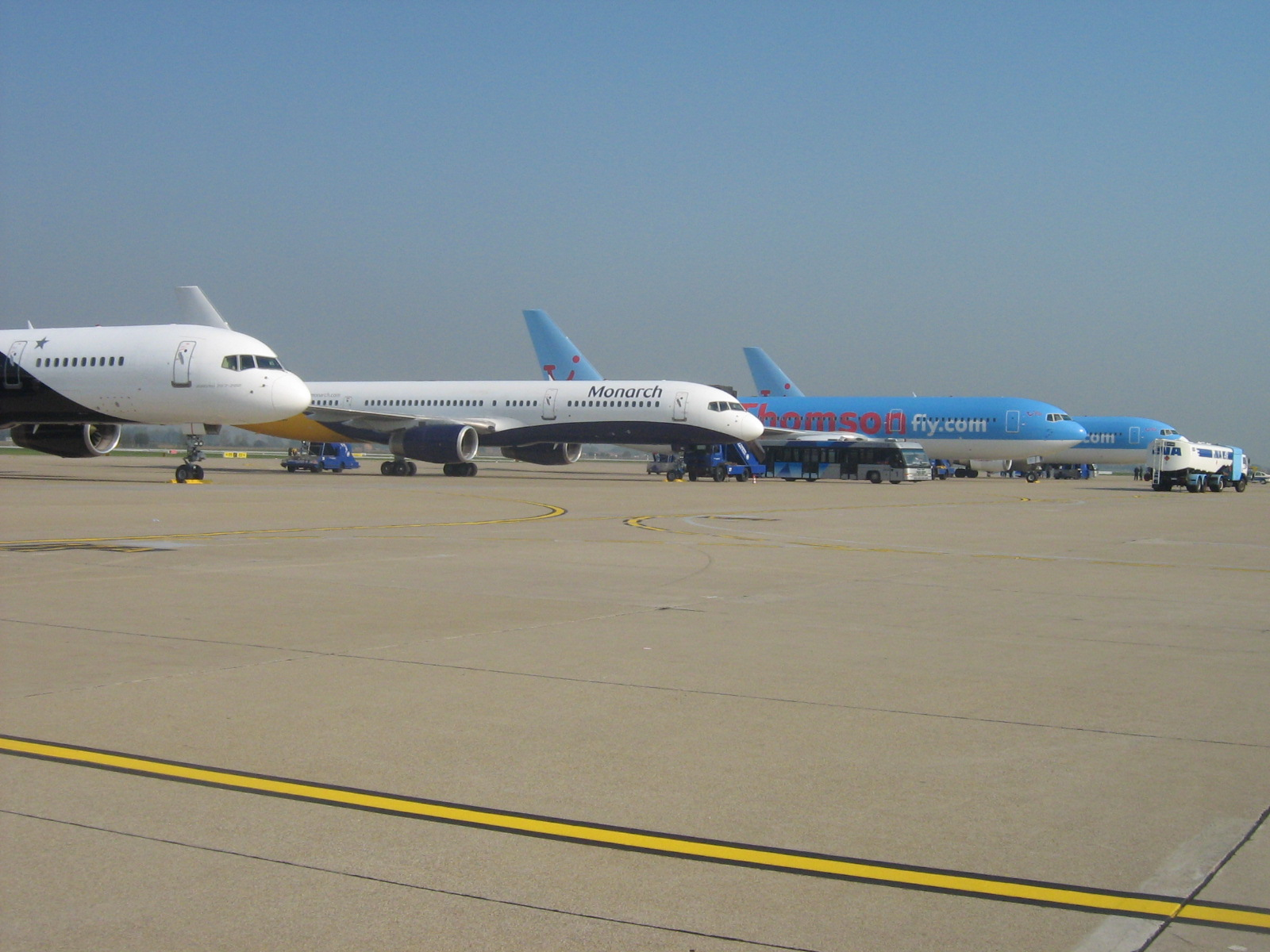
Uma aeronave Boeing estacionada.
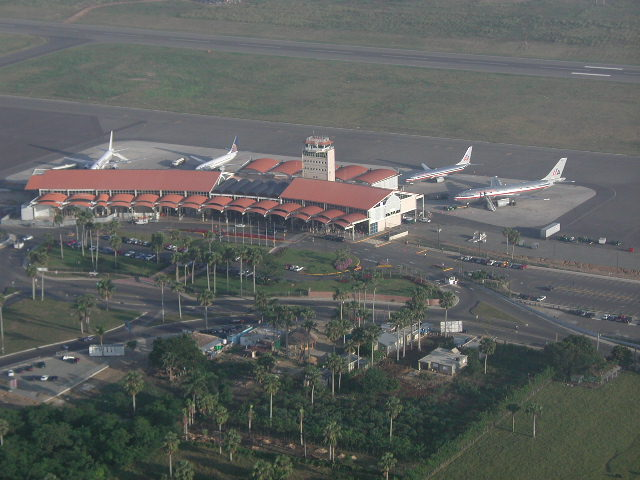
Rampas do Aeroporto Internacional do Cilbao, quatro dos seis portões estão ocupados.
Diagrama do Aeroporto Internacional de Tucson, onde as plataformas são representadas em cinza-claro.
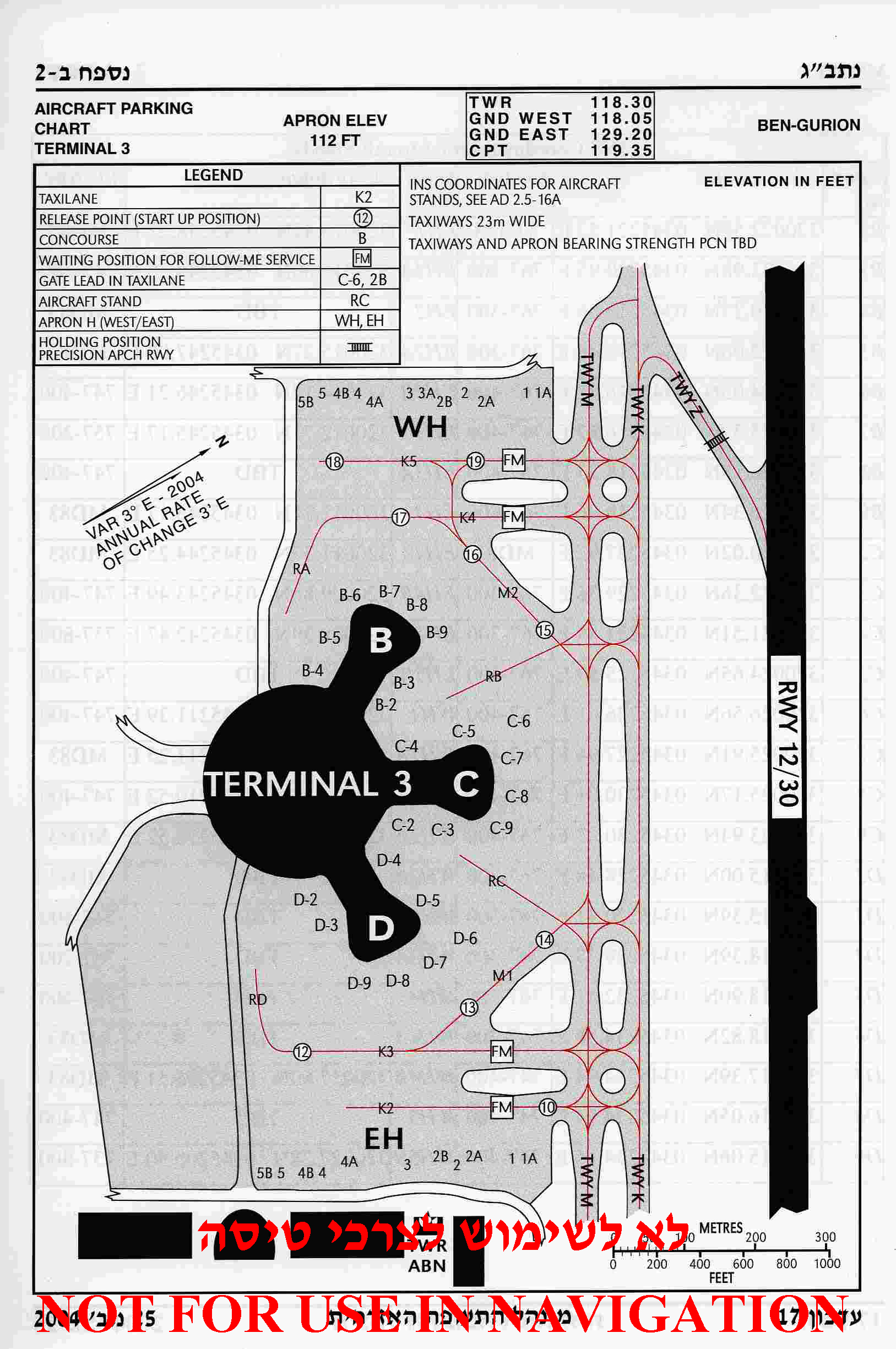
Planta das plataformas de estacionamento do Aeroporto Internacional Ben Gurion.
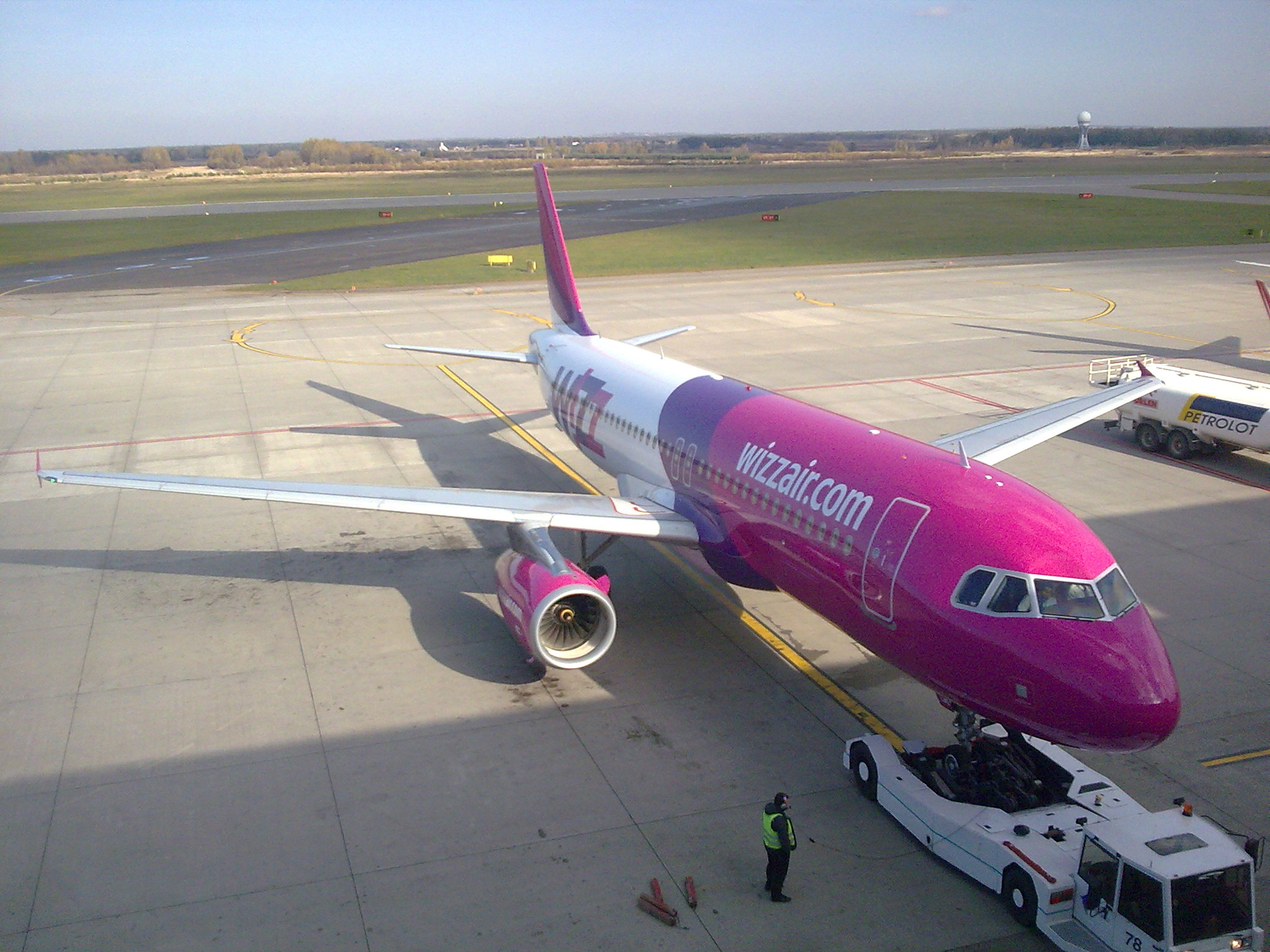
Plataforma de estacionamento do Aeroporto Internacional de Katowice.